# Marca Geronis

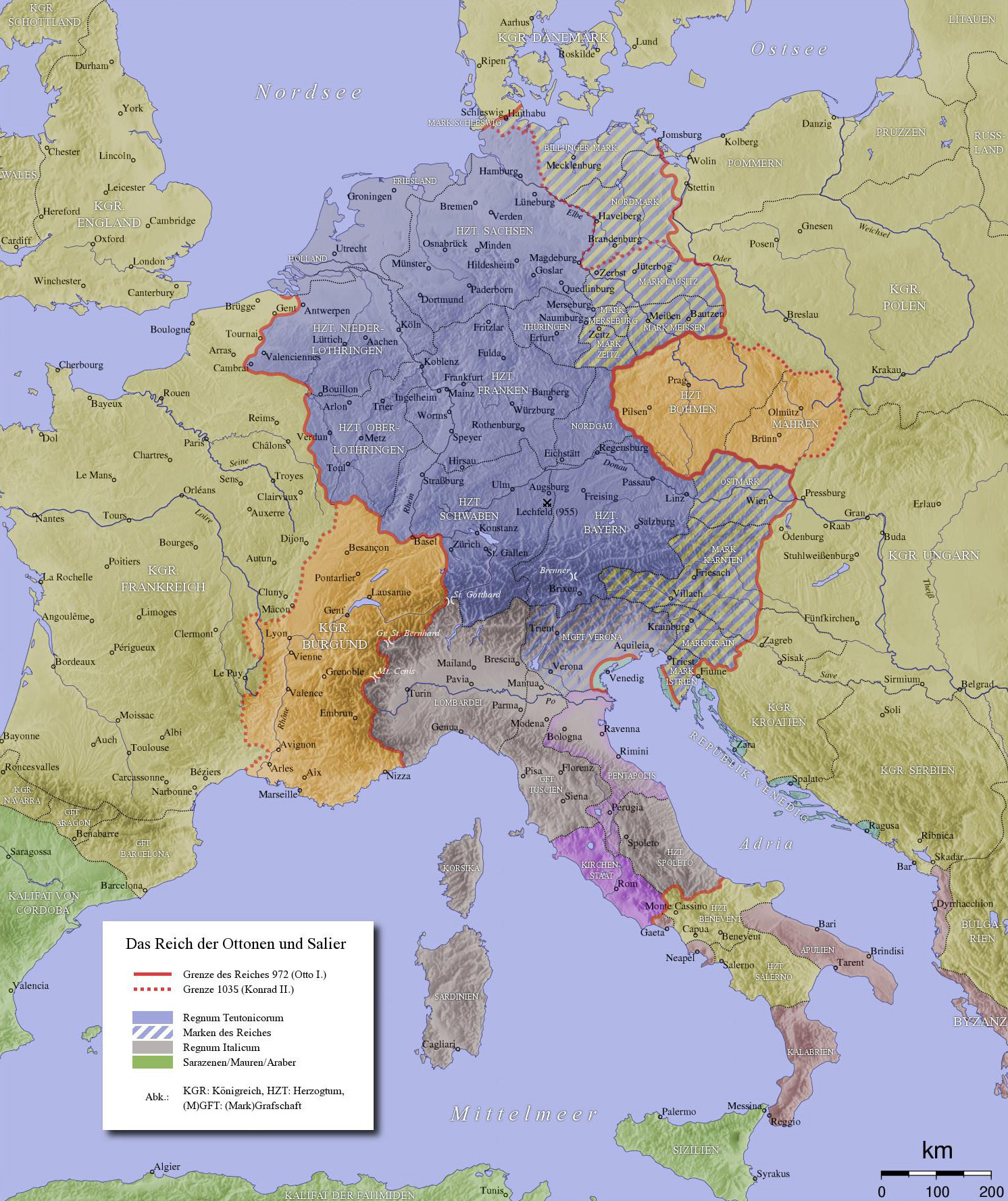
La parte tratteggiata della mappa nel in alto a destra, ad eccezione della marca dei Billung, era la marca Geronis. Notare la marca di Merseburgo che fu una delle sue partizioni.

La marca Geronis (marca di Gero) fu una "super" marca risalente alla metà del X secolo. Fu probabilmente creata per Tietmaro (negli anni '20 del IX secolo) e passò consecutivamente ai suoi due figli Sigfrido e Gero I il Grande. Alla morte di Gero nel 965 la marca venne divisa in cinque marche (a volte contate come sei): la marca del Nord, la marca orientale sassone, la marca di Meißen, la marca di Zeitz e la marca di Merseburgo.
Poiché la sede comitale di Sigfrido e Gero era Merseburg, a volte la marca è chiamata marca di Merseburgo. Tuttavia, successivamente esistette una marca di Merseburgo, sorta dopo il 965. Poiché la diocesi principale nella marca era quella di Magdeburgo, a volte è anche chiamata la marca di Magdeburgo (Marchio Magdeburgo). Altri storici preferiscono chiamarlo marca orientale sassone (in tedesco Sächsische Ostmark), termine applicato anche in questo caso ad un'altra marca creata nel 965. Poiché la marca Geronis è stata creata in contemporanea con la marca dei Billunghi a nord, talvolta la si considera la metà meridionale della marca orientale sassone. Alcuni storici la chiamano addirittura "marca di Meißen". James Westfall Thompson si riferiva ad esso sia con limes Sorabicus sia con "marca di Meißen".
Parte della complicazione nell'accertare con precisione i confini della marca su cui Gero governò è dovuta alla natura stessa del titolo margraviale nella Sassonia del X secolo: il titolo potrebbe aver indicato il governo di un territorio oppure potrebbe essere stato un titolo onorifico assegnabile ai conti particolarmente potenti, indicante nient'altro che una preminenza nel fornire la difesa delle province in cui erano presenti le loro contee. È possibile che le giurisdizioni delle marche si sovrapponessero persino all'interno delle province.
Nel 965 Merseburg divenne il centro di una marca più piccola appartenente a Günther di Merseburg. Alla morte di Gunther nel 982, la sua marca fu unita alla marca di Meißen.